# Mimì
Mimì  è un nome proprio di persona italiano maschile e femminile.

## Varianti
- Femminili: Mimi, Mima
  - Alterati: Mimina
- Maschili: Mimo
  - Alterati: Mimino

## Origine e diffusione
È un ipocoristico di nomi quali Carmelo, Domenico, Emilio, Beniamino, Emidio, Maria, Cosimo e Noemi. Rappresenta soprattutto un nome di recente moda teatrale ripreso dalla protagonista de La bohème di Giacomo Puccini.
Le forme Mima, Mimina, Mimo e Mimino possono in parte essere variazione dei nomi Mimma e Mimmo.

## Onomastico
Il nome è adespota, in quanto non ci sono santi che lo abbiano portato. L'onomastico può essere festeggiato nei giorni corrispondenti ai nomi di origine.

## Persone

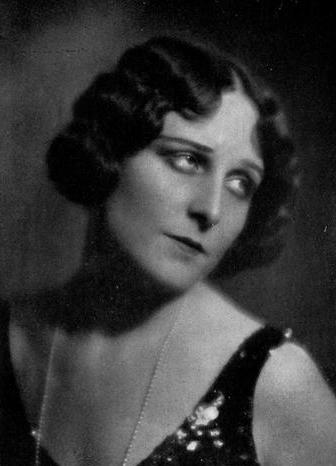
Mimì Aylmer

### Femminile
- Mimì Aguglia, attrice teatrale italiana
- Mimì Aylmer, cantante e attrice italiana
- Mimì Quilici Buzzacchi, pittrice italiana

### Maschile
- Mimì Ciaramella, batterista italiano
- Mimì Maria Lazzaro, pittore, scultore, scrittore e poeta italiano
- Mimì Maggio, attore e cantante italiano

## Il nome nelle arti
- Mimì è la protagonista dell'opera lirica di Giacomo Puccini La bohème.
- Mimì è la protagonista della serie anime Mimì e la nazionale di pallavolo.
- Mimì è il protagonista del film del 1972 Mimì metallurgico ferito nell'onore, diretto da Lina Wertmüller.
- Mimì è uno pseudonimo adottato da Emidio Clementi, cantante, musicista e scrittore italiano.
- Mimì Berté è stato un altro pseudonimo usato da Mia Martini, cantante e cantautrice italiana.
- Mimì è il vice del commissario Montalbano, nell'omonima serie televisiva.
- Mimì è il protagonista del film del 2023 Mimì - Il principe delle tenebre, diretto da Brando De Sica.